# Districte de Perigús

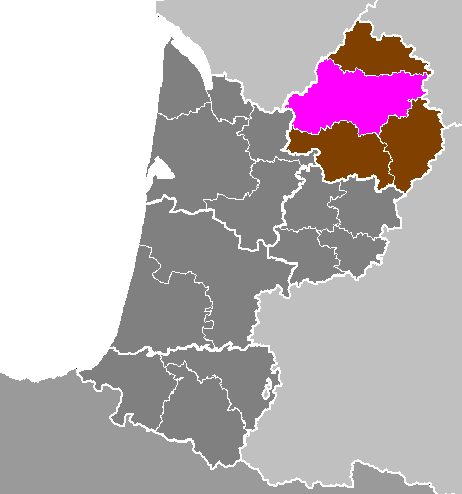
Localització del Districte de Perigús

El Districte de Perigús és un dels quatre districtes del departament francès de la Dordonya, a la regió de la Nova Aquitània. Té 18 cantons i 196 municipis. El cap del districte és la prefectura de Perigús.

## Cantons
- cantó de Brantòsme
- cantó d'Essiduelh
- cantó d'Autafòrt
- cantó de Mont Agrier
- cantó de Mont Paun e Menestairòu
- cantó de Moissídan
- canton de Nuòu Vic
- cantó de Perigús-Centre
- cantó de Perigús-Nord-Est
- cantó de Perigús-Oest
- cantó de Rabairac
- cantó de Sench Astier
- cantó de Senta Eulàlia
- cantó de Sent Peir de Chinhac
- cantó de Savinhac de las Gleisas
- cantó de Tenon
- cantó de Vern
- cantó de Vertelhac